# Sirenidae
Os sirenídeos (Sirenidae) constituem uma família de anfíbios pertencentes à ordem Caudata.
São salamandras aquáticas que possuem pequenas extremidades anteriores, não possuindo extremidades posteriores. Possuem brânquias externas, quer no estado larvar quer no estado adulto.
A sua distribuição está limitada à América do Norte.

## Taxonomia
- Género Pseudobranchus Gray, 1825
  - Pseudobranchus axanthus Netting e Goin, 1942
  - Pseudobranchus striatus (LeConte, 1824)
- Género Siren Österdam, 1766
  - Siren intermedia Barnes, 1826
  - Siren lacertina Österdam, 1766
  - Siren reticulata Graham, Kline, Steen, and Kelehear, 2018[1]